# Madelaine Petsch
Madelaine Grobbelaar Petsch, född 18 augusti 1994 i Port Orchard i delstaten Washington, är en amerikansk skådespelare och Youtuber. Hon har bland annat gjort rollen som Cheryl Blossom på CW-drama serien Riverdale.
I februari 2016 fick Petsch rollen som Cheryl Blossom. Hon hade då varit aktuell för rollen sedan slutet av 2015 efter att ha träffat rollsättaren, som då arbetade med Legends of Tomorrow.
Hon har bland annat gjort en matlagningsvideo med Gordon Ramsay.

## Biografi
Petschs föräldrar är från Sydafrika och hon tillbringade de första tio åren av sitt liv i Sydafrika och Washington. Petsch upplevde mobbning som barn på grund av sitt naturliga röda hår, sin sydafrikanska accent och för att hon var uppväxt utan religion. Petsch har en bror.

## Filmografi (i urval)

### Filmer
- 2017 – F the Prom
- 2019 – Polaroid
- 2020 – Sightless
- 2022 – About Fate
- 2024 – The Strangers: Chapter 1
- 2025 – The Strangers: Chapter 2
- 2026 – The Strangers: Chapter 3

### TV-serier
- 2015 – Instant Mom (TV-serie)
- 2017–2023 – Riverdale (TV-serie)
- 2020 – Simpsons (TV-serie) (röst)